# مالی انگستروم
مالی انگستروم (انگلیسی: Molly Engstrom؛ زادهٔ ۱ مارس ۱۹۸۳) بازیکن هاکی روی یخ اهل ایالات متحده آمریکا است.